# Cher Ami

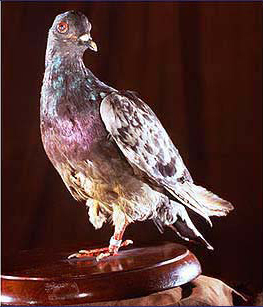
Cher Ami

Cher Ami is een bekende postduif uit de Eerste Wereldoorlog. De duif ontving het Croix de guerre voor het afleveren van 12 belangrijke berichten in Verdun.
Zijn laatste heldendaad was op 3 oktober 1918. 500 man geallieerde troepen van de Amerikaanse 77e divisie waren ingesloten in een vallei, zonder eten en munitie, en ook nog eens bestookt door eigen vuur. Nadat twee postduiven door de Duitsers waren doodgeschoten, was Cher Ami de laatste kans om een bericht over te brengen. Deze doffer werd eveneens aangeschoten maar wist toch de eigen linies te bereiken, waardoor 194 overlevenden konden worden gered.
De duif was toen aan één oog blind, door de borst geschoten en één poot moest worden geamputeerd. De duif is uiteindelijk in 1919 aan zijn verwondingen overleden.
In de decennia na de Eerste Wereldoorlog genoot Cher Ami een enorme bekendheid onder andere in de Verenigde Staten. Cher Ami was eerst gedocumenteerd als duivin maar nieuw onderzoek in 2021 op het opgezette dier toonde aan dat het een mannetjesduif is geweest.